# Lepidodexia sinopi
Lepidodexia sinopi är en tvåvingeart som beskrevs av Guilherme A.M.Lopes och Tibana 1982. Lepidodexia sinopi ingår i släktet Lepidodexia och familjen köttflugor. Inga underarter finns listade i Catalogue of Life.